# عباس‌آباد بهرامی
عباس‌آباد بهرامی، روستایی در دهستان سعدآباد بخش رحمت‌آباد شهرستان ریگان در استان کرمان ایران است.

## جمعیت
بر پایه سرشماری عمومی نفوس و مسکن در سال ۱۳۹۵، جمعیت این روستا برابر با ۶۴۵ نفر (۱۷۲ خانوار) بوده است.